# 연희 (후조)
연희(延熙)는 중국 후조(後趙) 폐제(廢帝) 해양왕(海陽王) 석홍(石弘)의 연호이다. 334년 한 해 동안 사용하였다. 334년 11월에 해양왕의 뒤를 이어 즉위한 무제(武帝)가 남은 2개월 동안 계속 사용하였으며 335년에 개원하였다.
같은 시기에 사용된 다른 연호로는 동진(東晉)에서 사용한 함화(咸和 : 326년 ~ 334년), 성한(成漢)에서 사용한 옥형(玉衡 : 311년 ~ 334년), 전량(前凉)에서 사용한 건흥(建興 : 314년 ~ 361년)이 있다.

## 연대대조표
| 연희                | 원년            |
| 서력                | 334년           |
| 육십간지 (六十干支) | 갑오(甲午)      |
| 동진 (東晉)         | 함화(咸和) 9년  |
| 성한 (成漢)         | 옥형(玉衡) 24년 |
| 전량 (前凉)         | 건흥(建興) 22년 |

## 같이 보기
- 다른 왕조의 같은 연호
  - 촉한(蜀漢) 연희(238년 ~ 257년)

- 중국의 연호

| 이전 연호 건평(建平) | 중국의 연호 후조(後趙) | 다음 연호 건무(建武) |